# Земля и народ

Флаг движения «Земля и народ»

Эмблема движения «Земля и народ» — стилизованный герб дивизии войск СС

«Земля и народ» (фр. Terre et Peuple; сокращённо T&P или TP) — ультраправая и неоязыческая культурная ассоциация во Франции, основанная философом Пьером Виалем в 1994 году. Позиции организации близки к идентитарному движению, хотя оно хронологически предшествует ему.

## История

### Предыстория

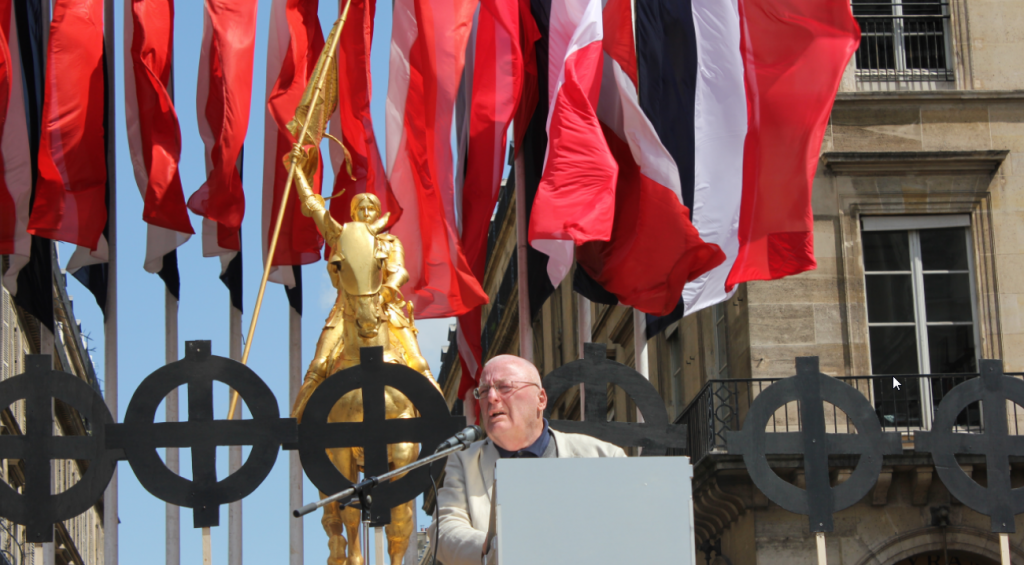
Пьер Виаль на мероприятии организации в 2012 году.

Пьер Виаль (род. 1942) — учёный-медиевист, преподаватель Лионского университета имени Жана Мулена. С 1960-х годов занимается политическим деятельностью: был соучредителем организации «новых правых» под названием «Группа по исследованию и изучению европейской цивилизации» (GRECE) в 1968 году и занимал в ней пост генерального секретаря с 1978 по 1984 год. Является представителем неоязыческой мысли в духе Марка «Сен-Лу» Ожье. В 1988 году Виаль стал членом партии «Национальный фронт» и вошёл в ряды её руководителей.

### Основание
Виаль, будучи активным участником GRECE и Национального фронта, сетовал на отсутствие в этих организациях внимания по отношению к этническому измерению национальной идентичности и в конце концов решил создать своё собственное движение. При поддержке бывших членов GRECE Жана Мабира и Жана Одри он основал культурную ассоциацию «Земля и народ» (Terre et Peuple, T&P) в 1994 году и публично заявил о начале её деятельности в 1995 году. По словам политологов Жана-Ива Камю и Николя Лебура, T&P изначально можно было рассматривать как выход вовне расистской фракции GRECE, которая, таким образом, получила собственную площадку, в рамках которой смогла позволять себе делать ещё более экстравагантные заявления о грядущей этнической гражданской войне в Европе.
В отличие от Алена де Бенуа и Шарля Шампетье из GRECE, T&P более серьёзно отнеслись к предсказаниям Гийома Фая о столкновении цивилизаций и неминуемом вооружённом конфликте между коренными европейцами и иммигрантами. Камю и Лебур также прослеживают идейные корни T&P к неоязыческой фракции внутри Национального фронта, имевшей место во времена политической деятельности соучредителя партии Франсуа Дюпра (1940―1978). Хотя тот был атеистом и не сочувствовал никакому языческому возрождению, Дюпра конфликтовал с традиционалистской католической фракцией в партии по причине своего представления о сущности нации, которую католики считали языческой. Когда Виаль присоединился к партии, он стал во главе фракции партии, которая придерживалась взглядов, сходных со воззрениями Дюпра.

### Последние достижения
Связи между T&P и Национальным фронтом ослабли в 1998 году, когда фракция Виаля встала на сторону Брюно Мегре, предпринявшего неудачную попытку перехватить власть в партии. После этого T&P перешла под крыло новой партии Мегре, Национального республиканского движения. Эта связь, в свою очередь, была прервана после терактов 11 сентября 2001 года, когда Мегре начал позиционировать себя в качестве защитника евреев от мусульман.
С начала нового тысячелетия T&P открыла филиалы в Бельгии, Испании (Tierra y Pueblo), Португалии (Terra et Povo) и Италии (Terra Insubre). С 2013 года организация участвует в базирующейся в Швейцарии сети «Европейское действие» (Action Européenne), которую Камю и Лебур назвали неонацистской сетью.

## Деятельность и членство

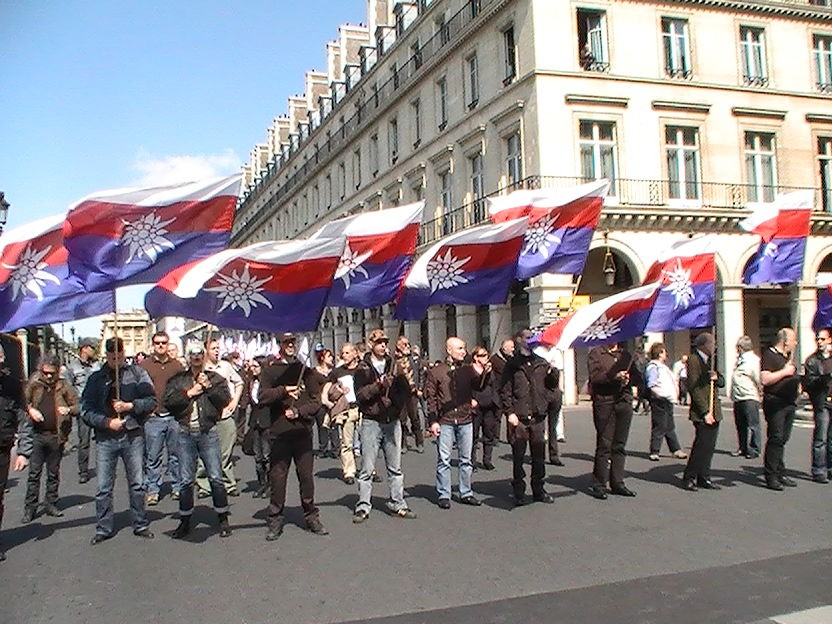
Активисты «Земли и народа» в Париже

T&P организует ежегодные круглые столы, участвует в конференциях и издает одноименный ежеквартальный журнал с подзаголовком «Европейское идентитарное сопротивление» (Résistance identitaire européenne). По заявлению Виаля, основной задачей его группы является «идентитарная культурная борьба». По его мнению, совместное проживание двух общин в одном регионе может привести только к насилию. «Этнические конфликты, которые существовали, будут существовать всегда», — говорит он. Целью идентитаристов, таким образом, является культурное вооружение народа «для сопротивления, а затем и для освободительной войны, которая позволит ему выжить и вершить свою судьбу самостоятельно». Виаль сравнивает своё сообщество с историческим немецким «народным движением», отметив в журнале, что «немецкое слово völkisch прекрасно описывает доктрину Terre et Peuple».
Виал отвергает термин «неоязычество», поскольку не считает религиозные обряды T&P новыми. Это заявление было оспорено Стефаной Франсуа, историком идей, которая рассматривает язычество T&P как «переизобретение религии, которая никогда не существовала в подобном виде». Франсуа описывает язычество T&P как нечто, выросшее из интеллектуальных соображений, а не из непосредственной религиозности. По её мнению, оно принадлежит к течению, зародившемуся в XX веке, которое подходит к язычеству на националистической или регионалистской основе. Однако стоит отметь, что Франсуа отделяет T&P от неонацистов и других ультраправых неоязыческих сообществ, члены которых могут быть склонны к насилию.
В 2014 году Le Monde des Religions сообщила, что в организации насчитывается более 700 членов.